# Conga (calçado)
Conga é uma marca de calçado pertencente a empresa Alpargatas (São Paulo Alpargatas S.A.). Com um design simples, o modelo básico e original tem uma sola de borracha com cores diferentes ao restante do "corpo" do calçado e suas primeiras edições eram de baixo custo, sendo adotado por escolas públicas como parte componente do uniforme.

## História
A marca Conga foi lançada em 1959, sendo sucesso de vendas nas décadas de 1960 e 1970. A marça permaneceu entre as mais vendidas durante os anos de 1980, porém, no início dos anos de 1990 a Alpargatas descontinuou este modelo. Somente em 2002 a marca foi relançada, agora com um produto fashion, voltado para o público feminino e posteriormente foi direcionado como um produto para o segmento infantil e jovem.